# Chullpa

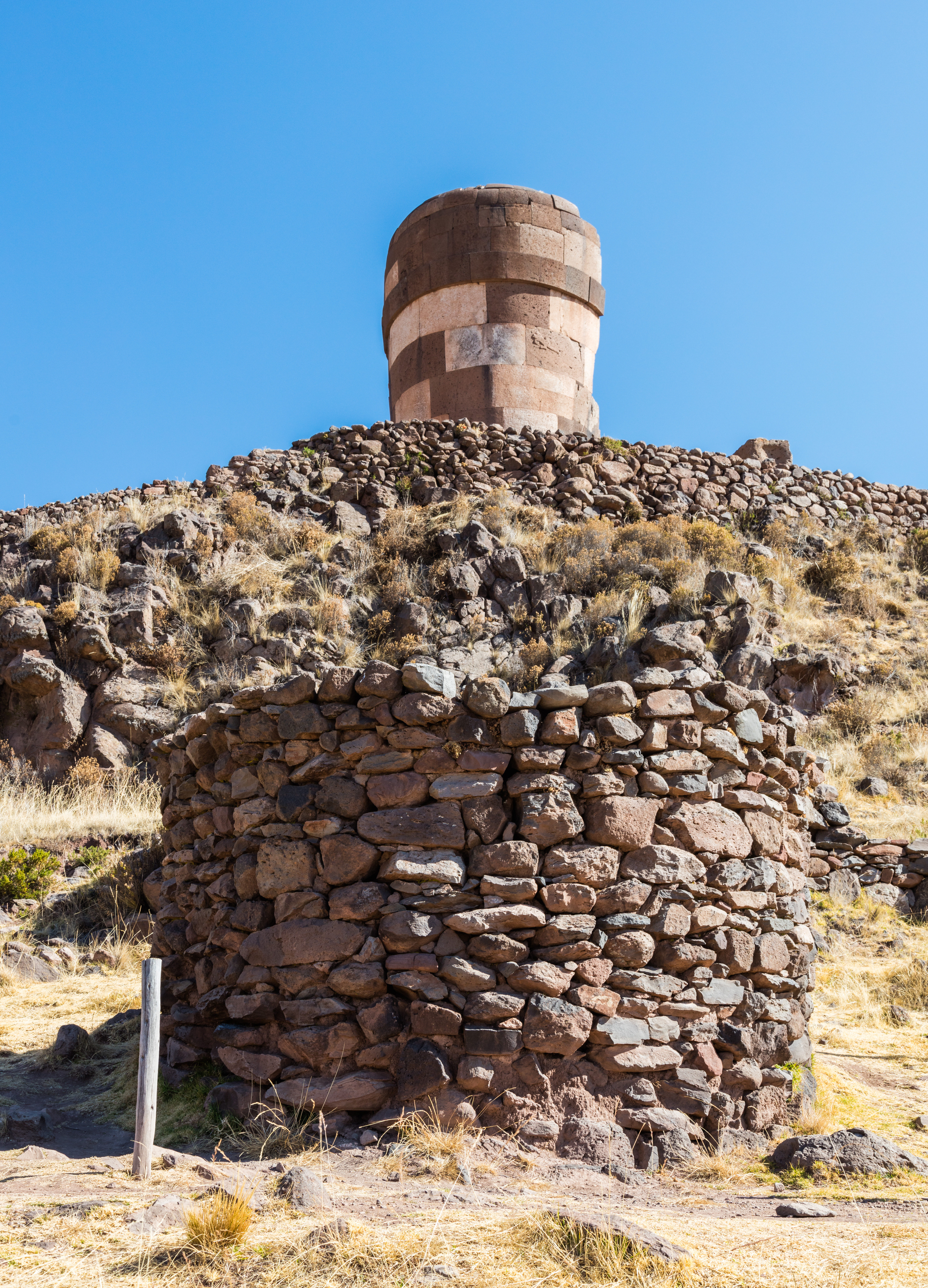
Chullpas in Sillustani, die obere aus der Zeit der Inka und die untere aus der Tiwanaku-Zeit

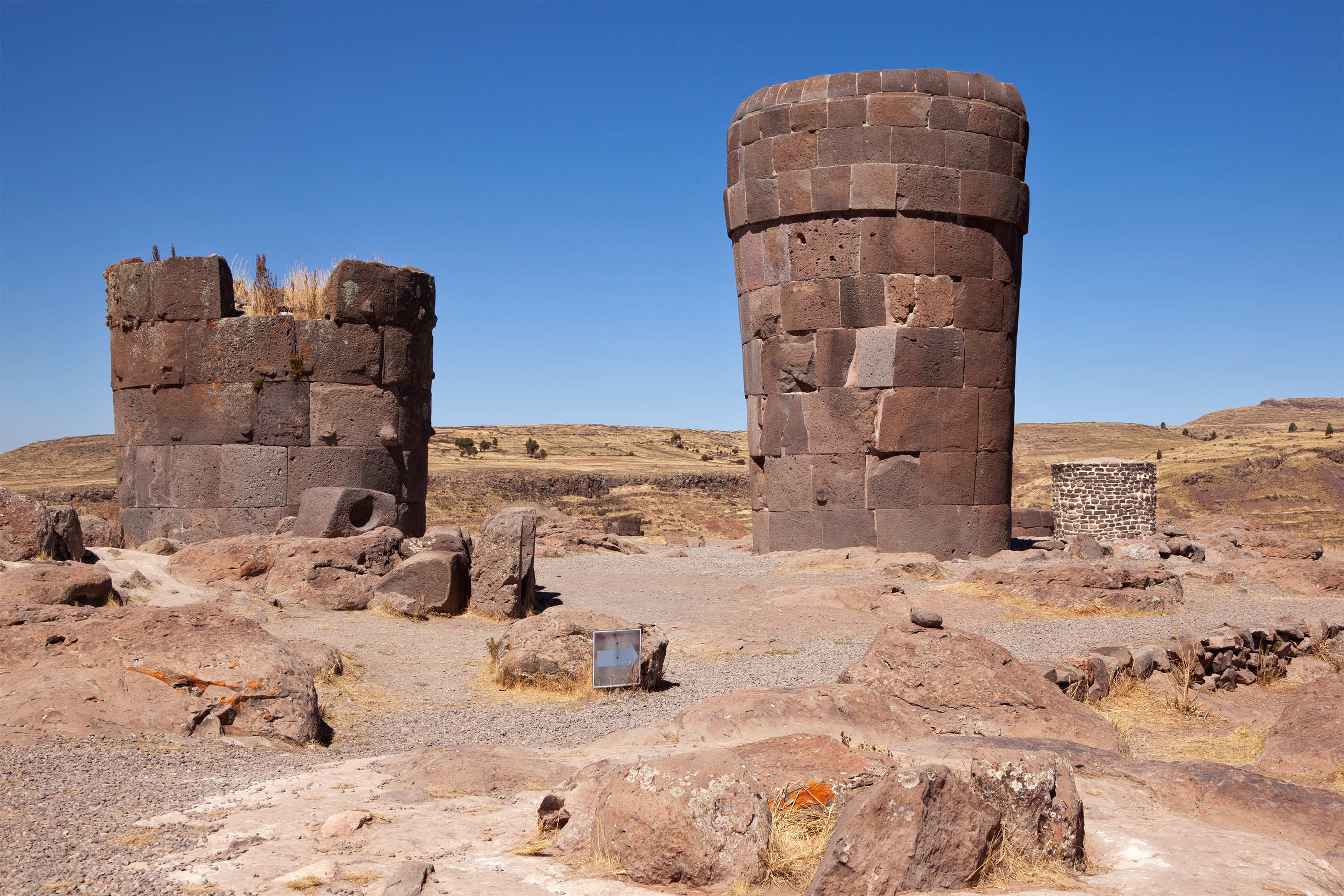
Chullpas von Sillustani mit „Steinvorsprüngen“

Als Chullpa (auch Chulpa Quechua für „verbraucht“, „abgenutzt“, „nicht mehr im Gange“) werden im Gebiet der Zentral-Anden in Bolivien und Peru auf Aymara und Quechua Turmbauten bezeichnet, die als Grabstätten (Mausoleen) dienten und in der Zeit der Inka oder davor – teilweise in der Tiwanaku-Kultur (6. bis 10. Jahrhundert) – errichtet wurden.
Chullpas sind über den gesamten Altiplano in Peru und Bolivien verbreitet, doch gelten die Türme von Sillustani am Umayo-See in der peruanischen Region Puno, entstanden in der Kultur der Kolla zwischen dem 13. und dem 15. Jahrhundert, als die am besten erhaltenen. Hier ist mit einer Höhe von 12 Metern auch die höchste Chullpa zu finden. Zahlreiche Chullpas gibt es auch an den Hängen des Schneebergs Sajama. Viele Chullpas sind durch Grabräuber oder auch durch geologische Ereignisse zerstört; andere wurden dagegen nie vollendet.
In einer Chullpa wurde ein Toter – Angehöriger einer noblen Familie – mit Besitztümern wie Kleidung, Schmuck und Ausrüstungsgegenständen in Kauerstellung bestattet. Eine Chullpa hat fast immer nur eine Öffnung, und zwar in Richtung Osten zur aufgehenden Sonne. Während die Chullpas im nördlichen Altiplano einen kreisförmigen Grundriss haben und aus Stein gebaut sind – meist aus Quadern und, soweit in der Inkazeit gebaut, ohne Mörtel – haben die Türme weiter südlich einen rechteckigen Grundriss und sind aus Adobe errichtet. Während viele Chullpas ungeschmückt sind, haben zahlreiche Grabtürme in Sillustani eingemeißelte Verzierungen in Form von Eidechsen, deren nachwachsender Schwanz als Symbol wiedererstehenden Lebens gilt.
Durch das trockene Klima sind die Leichen oft mumifiziert. In der Mythologie der Quechua von Q'ero gelten die Mumien in den Chullpas als Überbleibsel der Vorfahren (Ñawpa Machu oder auch Chullpa Machu) einer Epoche vor dem Inka (Inkarrí) und werden mit bösen Geistern (Suq'a bzw. Condenado) in Zusammenhang gebracht.